# 自己数
数論において、ある基数{\displaystyle b}における自己数（じこすう、英: self number）とは、自然数で、他の自然数{\displaystyle n}で{\displaystyle n}と{\displaystyle n}の各桁の数字の合計がその値となるようなものが無いものをいう。自己数はコロンビア数（英: Colombian number）ともよばれる。例として、20は基数10における自己数である（{\displaystyle n} < 15では合計は20未満であり、{\displaystyle n} ≥ 15では合計は20超である）。一方、21は自己数ではない（{\displaystyle n} = 15で 15 + 1 + 5 = 21）。この数は、1949年にインドの数学者、D. R. カプレカルによって最初に記述された。

## 定義と性質
{\displaystyle n}を自然数とする。基数{\displaystyle b>1}に対して{\displaystyle b}-自己関数{\displaystyle F_{b}:\mathbb {N} \rightarrow \mathbb {N} }を以下のように定義する:
{\displaystyle F_{b}(n)=n+\sum _{i=0}^{k-1}d_{i}.}
ここで {\displaystyle k=\lfloor \log _{b}{n}\rfloor +1} は基数{\displaystyle b}における桁数、
{\displaystyle d_{i}={\frac {n{\bmod {b^{i+1}}}-n{\bmod {b}}^{i}}{b^{i}}}}
は各桁の値。自然数{\displaystyle n}は{\displaystyle F_{b}}による{\displaystyle n}の逆像が空集合である場合に{\displaystyle b}-自己数である。
一般に、偶数基数において、基数より小さいすべての奇数は自己数である（{\displaystyle n}が一桁の場合のみを考えればよく、これらにおいて合計は偶数{\displaystyle 2n}となる）。
奇数基数の場合、すべての奇数は自己数である。
基数{\displaystyle b}における自己数の集合は無限個あり、その自然密度は正の値となる。{\displaystyle b}が奇数の場合、密度は1/2である。

## 漸化式
以下の漸化式により基数10のいくつかの自己数を得ることができる:
{\displaystyle C_{1}=9},
{\displaystyle C_{k}=8\cdot 10^{k-1}+C_{k-1}+8}.
基数2の場合:
{\displaystyle C_{k}=2^{j}+C_{k-1}+1},
(j は桁数)。
任意の基数{\displaystyle b}に対して以下のように一般化できる:
{\displaystyle C_{k}=(b-2)b^{k-1}+C_{k-1}+(b-2)\,}
ここでC1 = b − 1（偶数の場合）、C1 = b − 2（奇数の場合）。
これにより任意の基数において自己数が無限に存在することが示される。

## 特定の基数における自己数
基数2の場合については A010061を参照(基数10で記載)。
基数10の場合のはじめのいくつかは以下の通り:
1, 3, 5, 7, 9, 20, 31, 42, 53, 64, 75, 86, 97, 108, 110, 121, 132, 143, 154, 165, 176, 187, 198, 209, 211, 222, 233, 244, 255, 266, 277, 288, 299, 310, 312, 323, 334, 345, 356, 367, 378, 389, 400, 411, 413, 424, 435, 446, 457, 468, 479, 490, ... オンライン整数列大辞典の数列 A003052
基数12の場合（倒立した2（「ᘔ」）を10の意味で、倒立した3（「Ɛ」）を11の意味で使用）:
1, 3, 5, 7, 9, Ɛ, 20, 31, 42, 53, 64, 75, 86, 97, ᘔ8, Ɛ9, 102, 110, 121, 132, 143, 154, 165, 176, 187, 198, 1ᘔ9, 1Ɛᘔ, 20Ɛ, 211, 222, 233, 244, 255, 266, 277, 288, 299, 2ᘔᘔ, 2ƐƐ, 310, 312, 323, 334, 345, 356, 367, 378, 389, 39ᘔ, 3ᘔƐ, 400, 411, 413, 424, 435, 446, 457, 468, 479, 48ᘔ, 49Ɛ, 4Ɛ0, 501, 512, 514, 525, 536, 547, 558, 569, 57ᘔ, 58Ɛ, 5ᘔ0, 5Ɛ1, ...

## 自己素数
自己素数（じこそすう、英: self prime）とは、素数でもある自己数である。
基数10におけるはじめのいくつかの自己素数は:
3, 5, 7, 31, 53, 97, 211, 233, 277, 367, 389, 457, 479, 547, 569, 613, 659, 727, 839, 883, 929, 1021, 1087, 1109, 1223, 1289, 1447, 1559, 1627, 1693, 1783, 1873, ... オンライン整数列大辞典の数列 A006378
基数12の場合（倒立した2（「ᘔ」）を10の意味で、倒立した3（「Ɛ」）を11の意味で使用）:
3, 5, 7, Ɛ, 31, 75, 255, 277, 2ƐƐ, 3ᘔƐ, 435, 457, 58Ɛ, 5Ɛ1, ...
2006年10月、ルーク・ピーボディはメルセンヌ素数であって基数10における自己数でもある既知の最大のものとして224036583−1を示した。これは基数10における既知の最大の自己素数である。